# Ревуха (притока Ятрані)
Реву́ха (інша назва - Бабань, Бабанка) — річка в Україні, в межах Уманського району Черкаської області. Ліва притока Ятрані (басейн річки Південний Буг).

## Опис
Довжина 53 км, сточище 439 км². Долина переважно трапецієподібна. Річище звивисте, в місцях виходу гранітів порожисте; його пересічна ширина 6 м. Похил річки 2,1 м/км.

## Розташування
Ревуха бере початок біля села Яроватка. Тече в межах Придніпровської височини спершу на південний схід, потім — здебільшого на південь. Впадає до Ятрані біля східної околиці села Коржова.
Протікає в селах: Яроватка, Іванівка, Краснопілка, Пугачівка, Старі Бабани, Танське, Доброводи, Аполянка, Бабанка, Коржовий Кут, Коржова

## Галерея

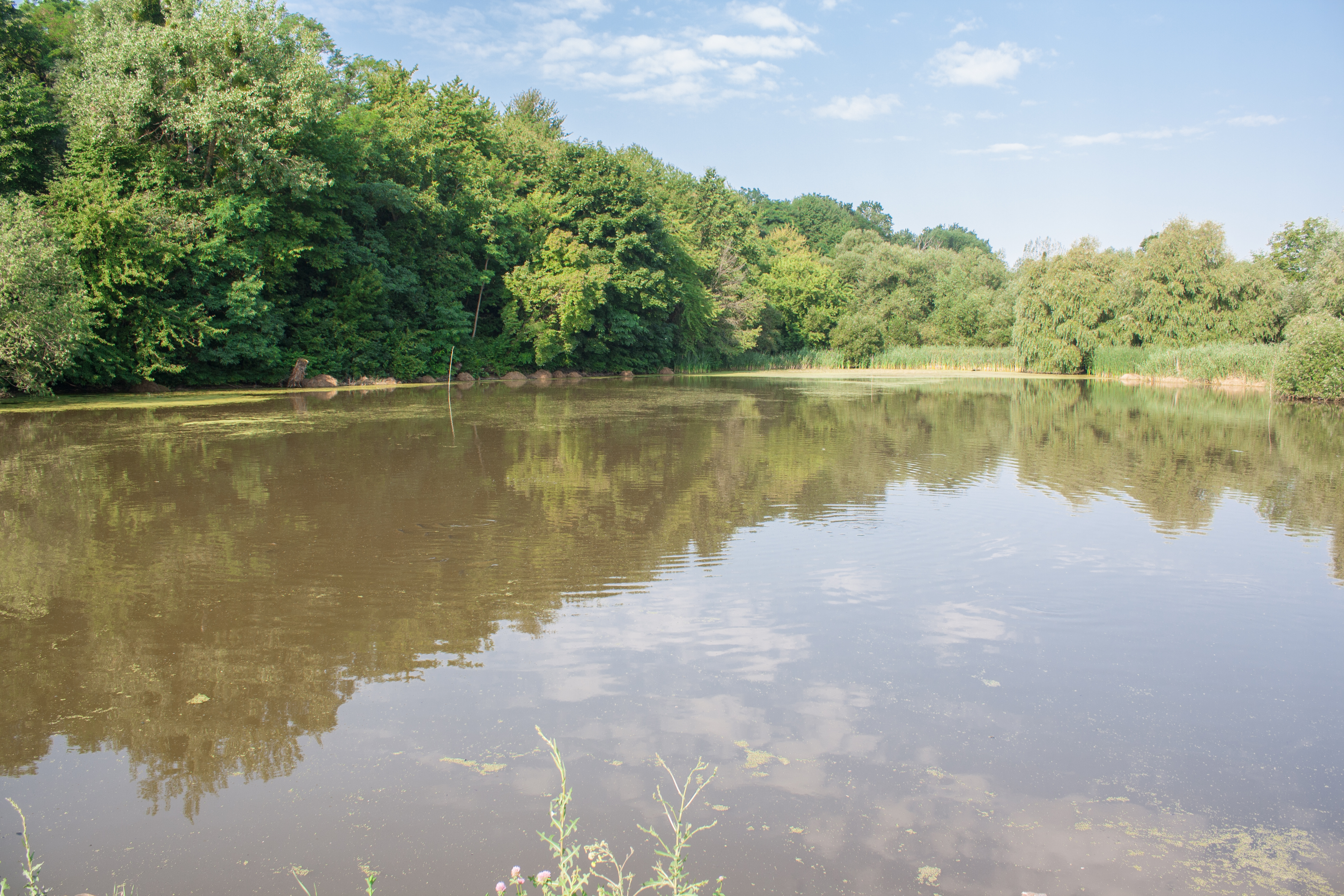
Ставок на річці в селі Яроватка
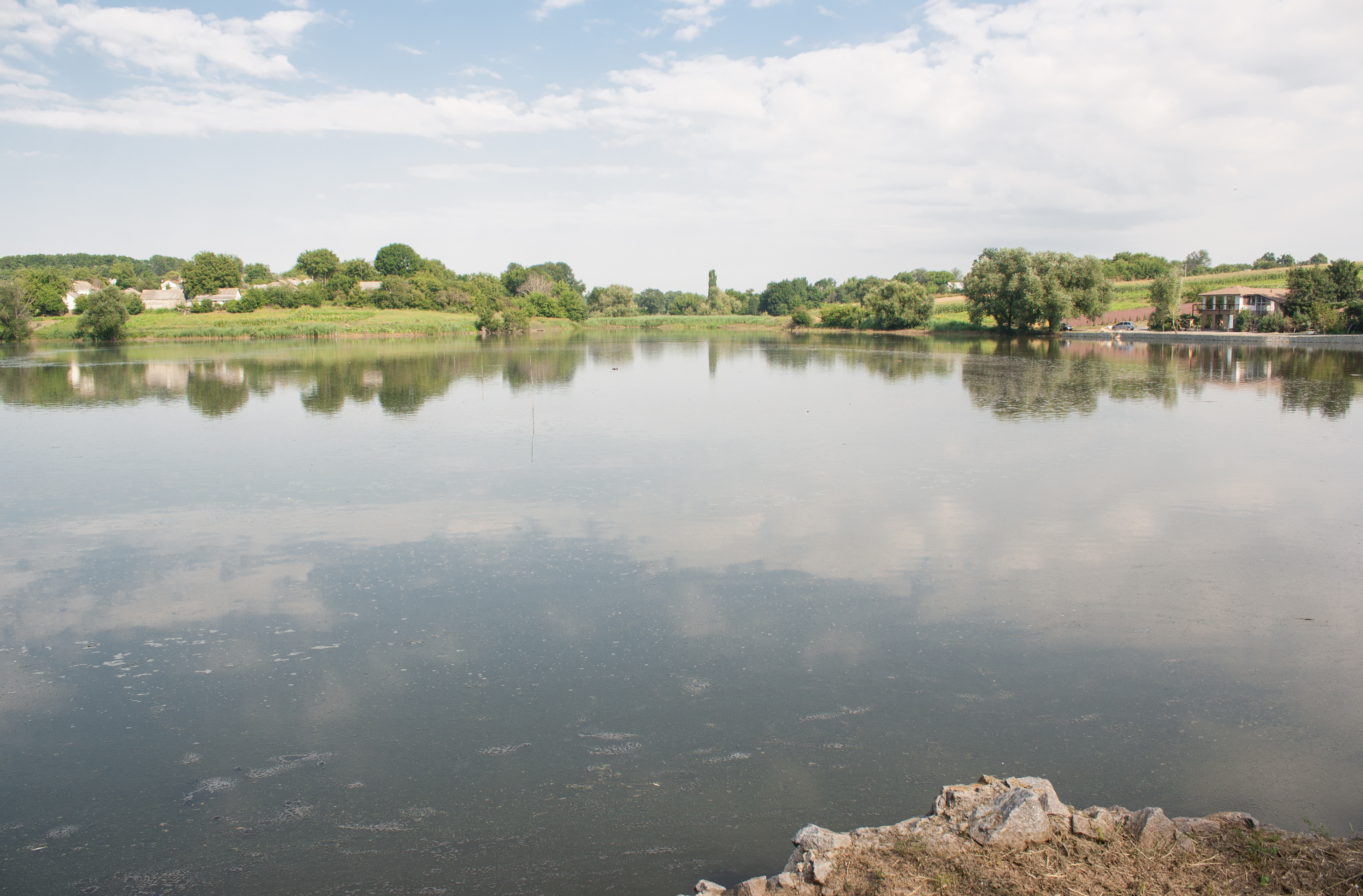
Ставок на річці в селі Іванівка
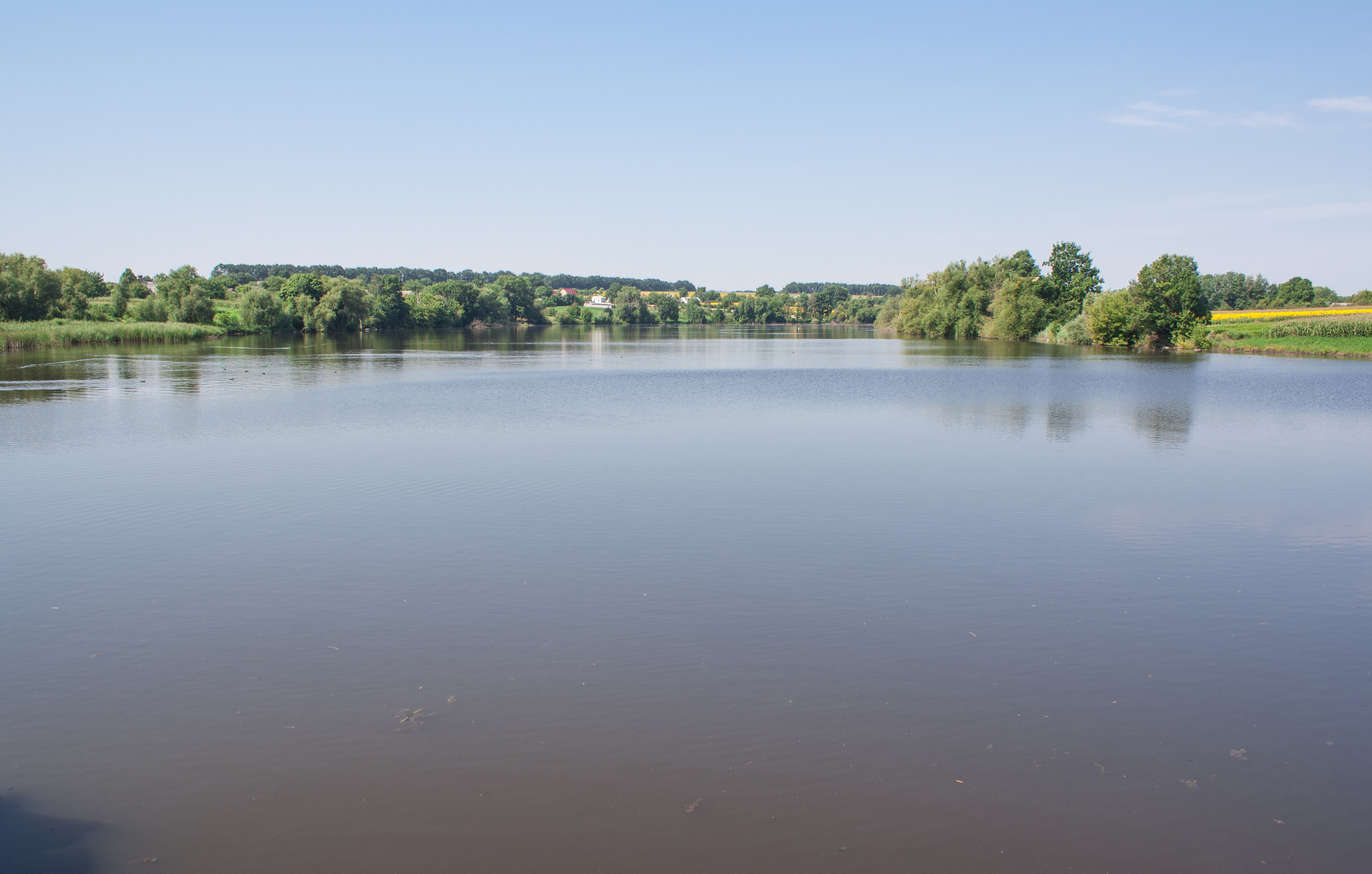
Ставок на річці в селі Краснопілка
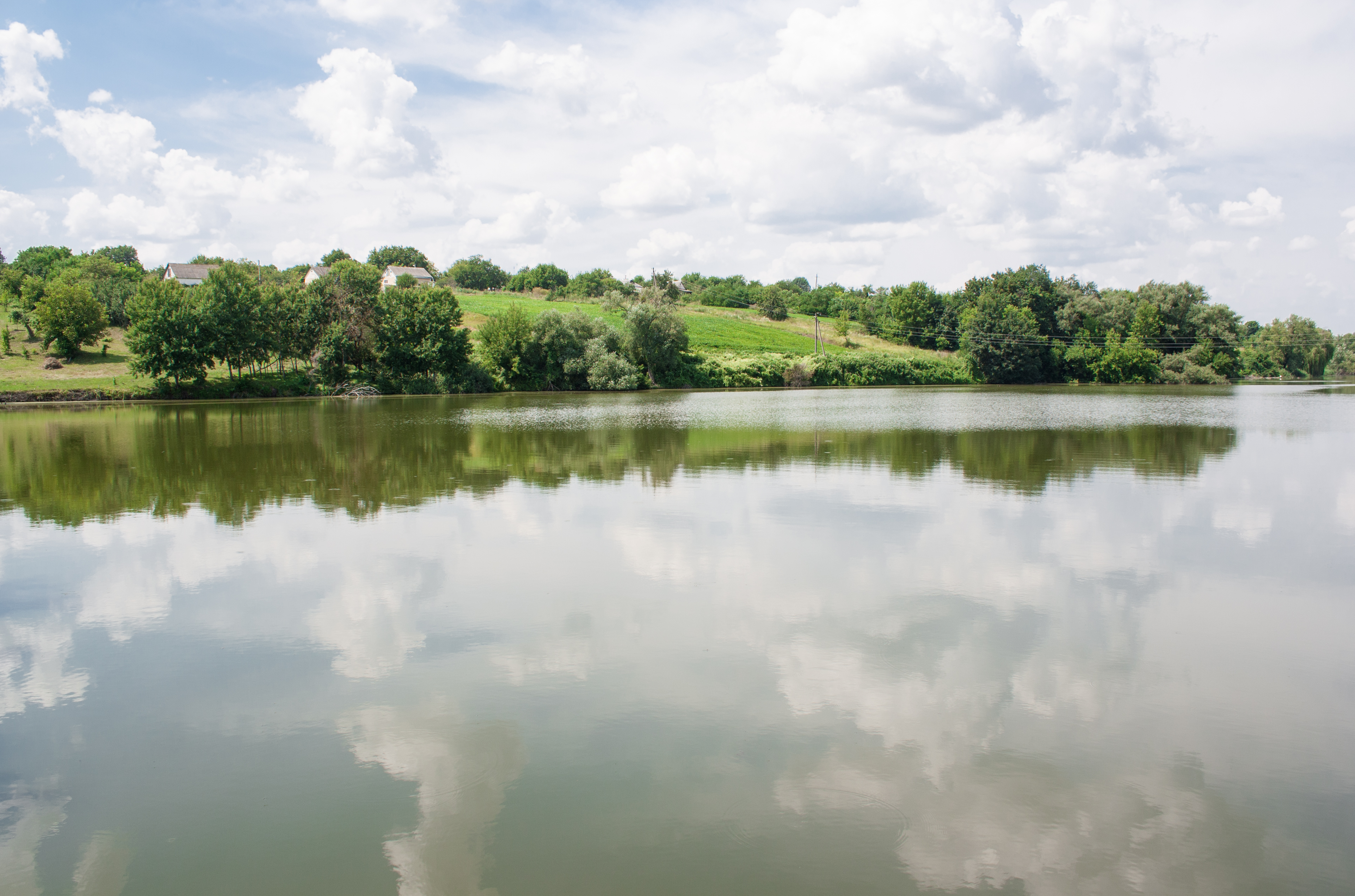
Ставок на річці в селі Пугачівка
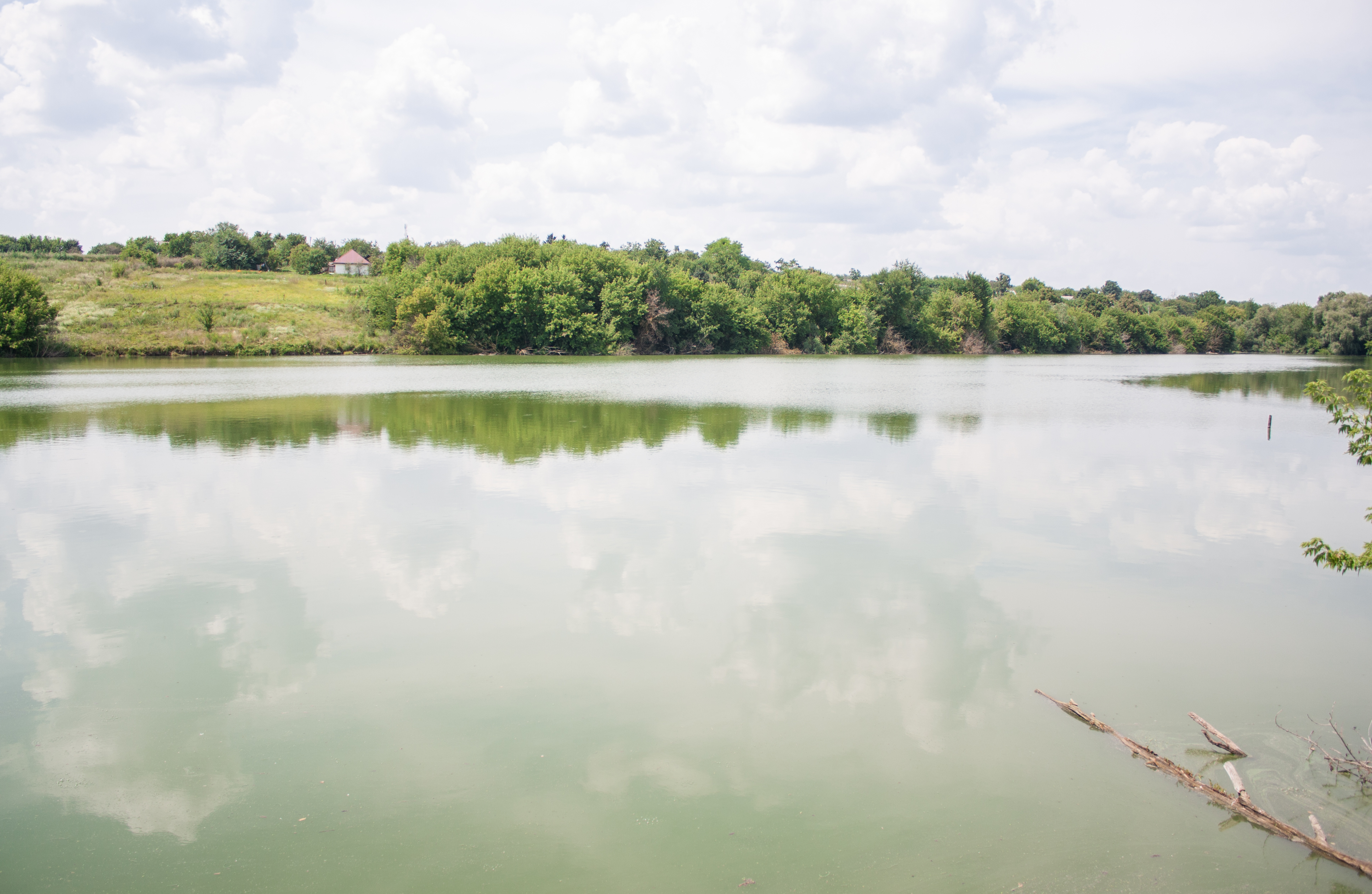
Ставок на річці в селі Старі Бабани
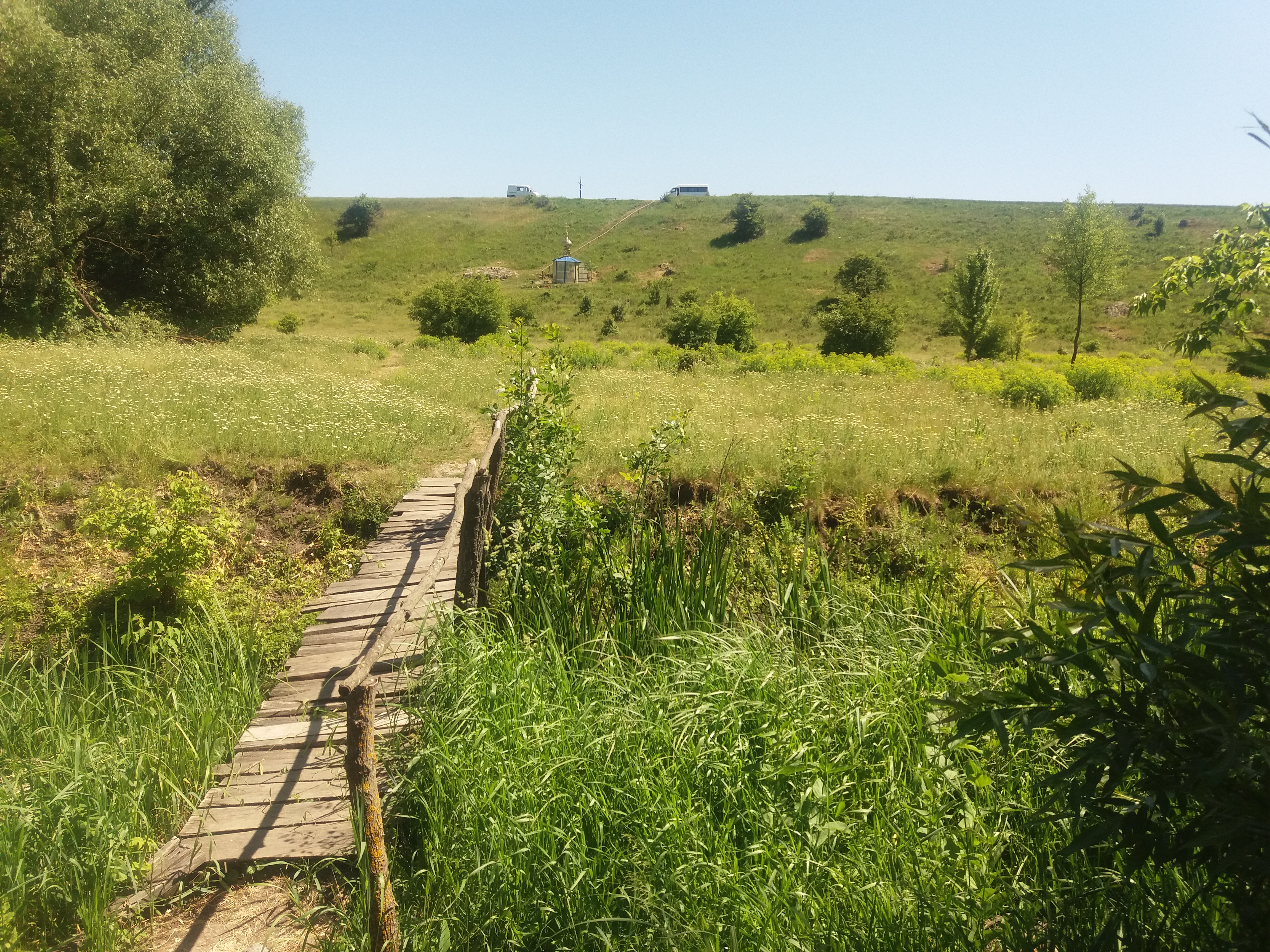
Міст на території пам'ятки природи Долина Миколи Чудотворця

## Основні притоки
- Колодична — ліва
- Медвежа — права
- Небелівка — ліва

## Про назву
За легендою назва цієї річки (Ревуха) дала походження прізвищу Ревук, яке розповсюджено тільки на землях де протікає ця річка та річка Ятрань.
За переказами старожилів села Старі Бабани, в давнину річка була досить повноводною, з сильною течією, подекуди "аж ревла".